# Novembre 1894

## Événements

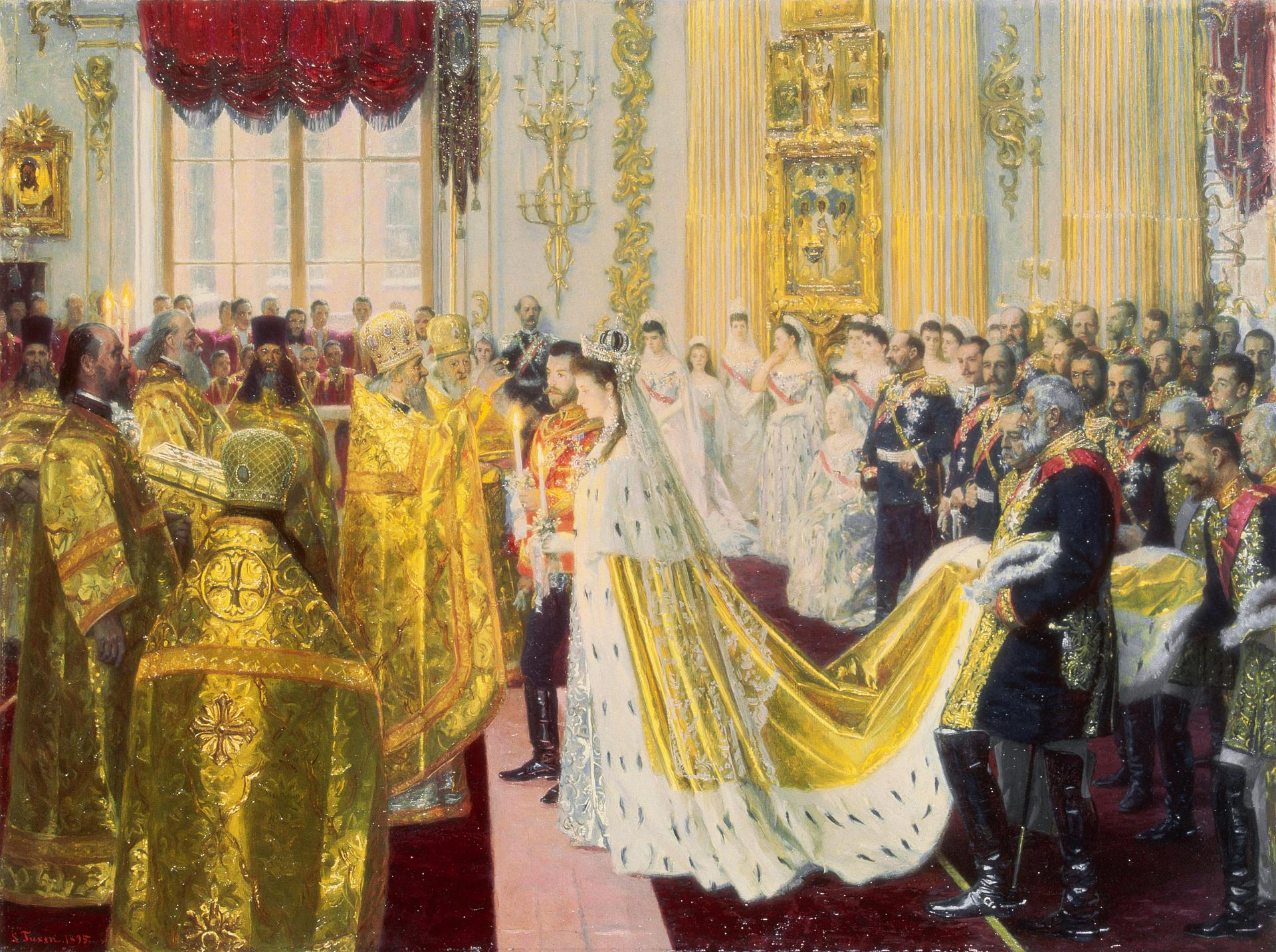
26 novembre : mariage de Nicolas II et Alexandra de Hesse-Darmstadt

- L’Imperial British East Africa Company remet ses privilèges au gouvernement britannique.

- 1er novembre : début du règne de Nicolas II, tsar de Russie (fin en 1917). Il poursuit la politique autocratique de son père.

- 3 novembre (Allemagne) : création de l’Union des Marches de l’Est. Cette association entend orienter l’empire vers une politique de colonisation économique et culturelle antipolonaise, ainsi qu’une germanisation des provinces de l’Est.

- 15 novembre (Brésil) : Prudente de Morais devient président de la République brésilienne. Prudente de Morais Barros, gouverneur de São Paulo est le premier président civil, élu lors d’élection libres organisées par son prédécesseur Floriano Peixoto. Il est chargé de faire triompher les intérêts du café, de l’agriculture, du libre-échange, contre les projets des industrialistes partisans du protectionnisme. Son premier geste sera d’amnistier les insurgés du Rio Grande do Sul, qui s’étaient dressés contre le pouvoir sous la présidence de Peixoto.

- 20 novembre : la Côte des Mosquitos est incorporée au Nicaragua par le président José Santos Zelaya.
  - Intervention des États-Unis au Nicaragua pour protéger les intérêts américains à Bluefields à la suite d’une révolution.

- 26 novembre : le tsar de Russie Nicolas II épouse Alexandra de Hesse-Darmstadt (1872-1918), princesse de Hesse.

- 21 novembre : début du prise de Port-Arthur (Lushun) par le général japonais Nogi Kiten.

- 22 novembre : Puputan (suicide collectif) dans la Guerre de Lombok en Indonésie.

- 30 novembre, France : création par la loi Siegfried - Ribot des habitations à bon marché (HBM).

## Naissances
- 2 novembre: John Troutbeck, diplomate britannique († 28 septembre 1971).
- 3 novembre : William George Barker, as de l'aviation.
- 5 novembre :
  - Harold Innis, professeur d'économie.
  - Varvara Stepanova, peintre, dessinatrice, designer, poète, typographe et décoratrice de théâtre russe († 20 mai 1958).
- 6 novembre : Victor de Laveleye, homme politique belge († 14 décembre 1945).
- 7 novembre : Paul Remy, spéléologue et zoologiste français († 19 mars 1962).
- 19 novembre : Américo Tomás Homme d'État portugais († 18 septembre 1987).
- 26 novembre : James Charles McGuigan, archevêque de Toronto.

## Décès
- 1er novembre : Alexandre III, tsar de Russie.
- 26 novembre : Pafnouti Tchebychev, mathématicien russe (°4 mai 1821)
- 29 novembre : Charles Stanley Monck, premier des gouverneurs généraux du Canada.